# Colotenango
Colotenango é uma cidade da Guatemala do departamento de Huehuetenango.